# هنري أنتوني
هنري أنتوني (16 مايو 1873 في المملكة المتحدة - ) (بالإنجليزية: Henry Anthony)‏ هو لاعب كريكت بريطاني. لعب مع نادي مقاطعة نوتنغهامشير للكريكت ‏.